# La settima donna
La settima donna és una pel·lícula italiana de violació i venjança-thriller del 1978 dirigida per Franco Prosperi.
El títol nord-americà, The Last House on the Beach, fa referència a L'última casa de l'esquerra de Wes Craven, i Alexandra Heller-Nicholas va afirmar com "combinant el nunsploitation subgènere amb violació-venjança, la pel·lícula s'aparta substancialment de L'última casa a l'esquerra, però arriba a una conclusió ètica similar".
Es va argumentar que l'escena final de la pel·lícula va inspirar l'escena final de Death Proof de Quentin Tarantino.

## Argument
Tres delinqüents acaben de robar un banc i es refugien en una petita casa prop d'un turó amb vistes al mar. Compta amb cinc estudiants que assagen l'obra de fi de curs, El somni d'una nit d'estiu de Shakespeare. Juntament amb les noies hi ha la germana Cristina i una minyona. Els delinqüents maten aquesta última, després violen la monja i una de les noies, que mor. La monja decideix abandonar els seus vots i, per tant, buscar venjança dels tres homes. Ella n'elimina dos sols, un amb verí, l'altre amb trets de pistola. El tercer és sacrificat amb un pal per tot el grup de noies supervivents.

## Repartiment
- Florinda Bolkan: Germana Cristina
- Ray Lovelock: Aldo
- Flavio Andreini: Walter
- Stefano Cedrati: Nino
- Sherry Buchanan: Lisa

## Producció
La settima donnava ser la segona pel·lícula de Franco Prosperi com a director que va fer per al productor Pino Burichhi.

## Llançament
La settima donna va ser distribuït a Itàlia per Magirus i estrenat el 20 d'abril de 1978. Roberto Curti, autor de Italian Crime Filmography, 1968-1980  va descriure la pel·lícula com "un rendiment molt baix a la taquilla italiana". Va recaptar un total de 25,4 milions de lires italianes en la seva estrena a les sales.

## Recepció
Roberto Curti va afirmar que la pel·lícula era una de les pel·lícules d'explotació més sòrdides. Curti va assenyalar que la progressió de la trama era mínima, i el que quedava era "una successió d'escenes ombrívoles, misògines i explotadores: nus adolescents, sodomitzacions a càmera lenta, ferides brutals, assassinats variats."